# 山柰
山柰（學名：Kaempferia galanga）亦称三柰、沙薑、番鬱金、三藾、山辣、土麝香、埔薑花，是一種姜科山柰屬的植物。

## 形态
山柰为多年生宿根草本植物，地下具块状根状茎，有香气，无地上茎；少数基生卵圆形叶，叶柄下延成鞘；秋季自叶鞘内抽生穗状花序，具4-12朵白色花，芳香；蒴果长椭圆形。

## 产地
山柰原产於海洋東南亞，即常稱為南洋的馬來西亞及印尼一帶，在當地早已作為香料使用，在中國主要在南方种植，如廣東省中部、廣西省，東南亞的泰國、越南、馬來西亞及印尼亦有廣泛種植，在台灣集中在南部栽種。

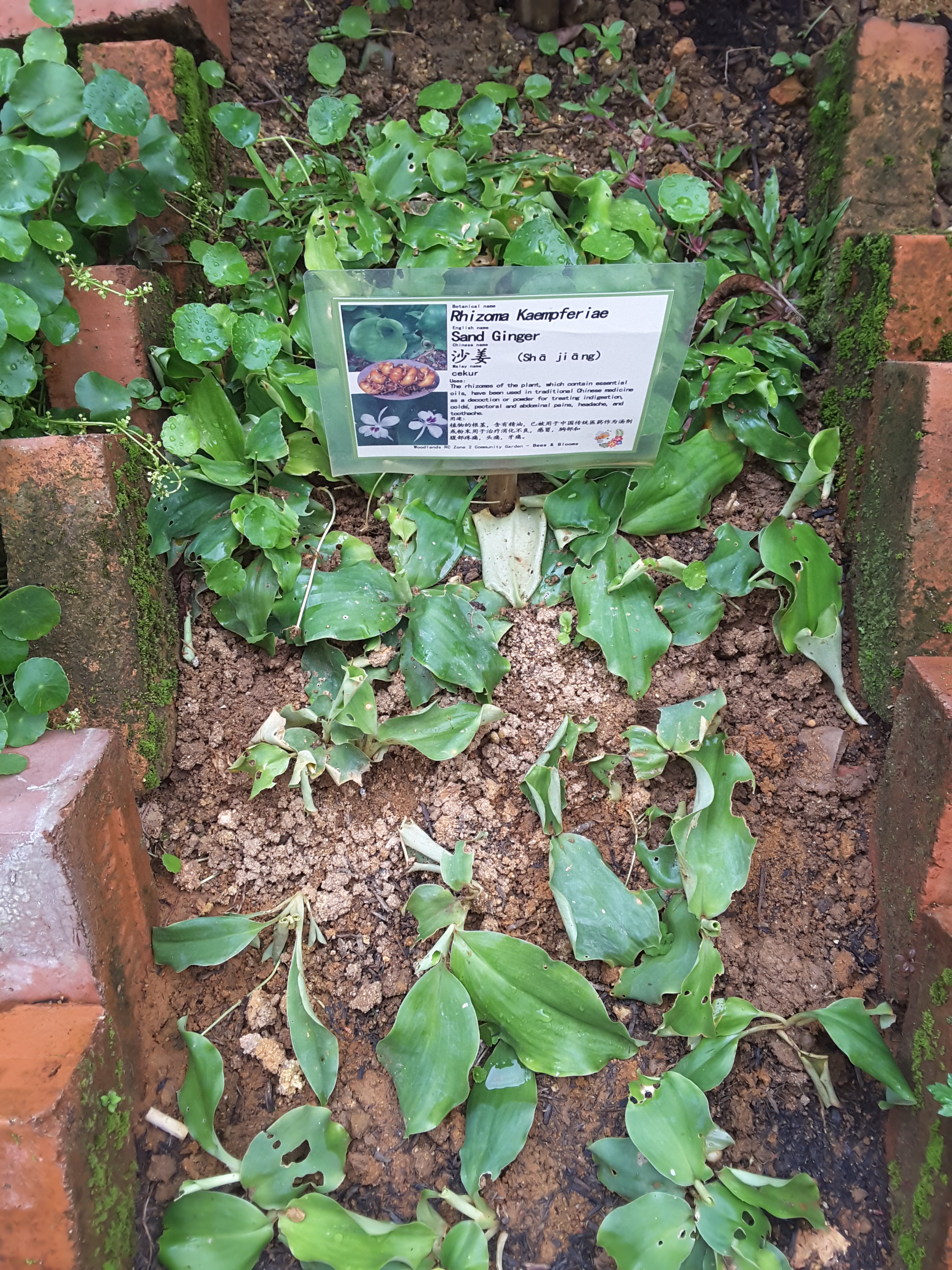
新加坡種植山柰

## 用途
山柰可入藥，根據《本草從新》，山柰「辛温暖中。辟瘴癘惡氣。治心腹冷痛。寒濕霍亂。風蟲牙痛。」。另外，「辛香伐氣。甚於甘松香」，所以有些食物亦以沙薑作調味，以去寒濕，一般亦用來蘸白切雞或製作沙薑雞。不過，山柰亦「不宜輕服」。
山柰英文叫sand ginger、aromatic ginger、resurrection lily或者capoor cutch。

## 延伸阅读
[在维基数据编辑]
 《欽定古今圖書集成·博物彙編·草木典·山柰部》，出自陈梦雷《古今圖書集成》

## 外部連結
- 山柰 Shannai （页面存档备份，存于） 藥用植物圖像數據庫 (香港浸會大學中醫藥學院) （繁體中文）（英文）
- 山柰 中藥材圖像數據庫  (香港浸會大學中醫藥學院) （中文）（英文）
- 沙薑 Sha Jiang （页面存档备份，存于） 中藥標本數據庫 (香港浸會大學中醫藥學院) （繁體中文）（英文）